# Leh Keen
Lehman McGrath Keen III (ur. 22 lipca 1983 roku w Dublinie) – amerykański kierowca wyścigowy.

## Kariera
Keen rozpoczął karierę w międzynarodowych wyścigach samochodowych w 2004 roku od startów w klasie SGS Grand American Rolex Series, gdzie dwukrotnie stawał na podium. Z dorobkiem 82 punktów uplasował się na 22 pozycji w klasyfikacji generalnej. W późniejszych latach Amerykanin pojawiał się także w stawce American Le Mans Series, 24-godzinnego wyścigu Le Mans, 24h Nürburgring, Continental Tire Sports Car Challenge oraz United Sports Car Championship.